# Monaster św. Sawy w Libertyville
Monaster św. Sawy – prawosławny klasztor stauropigialny w Libertyville k. Chicago, w jurysdykcji Serbskiego Kościoła Prawosławnego. 
Monaster został założony przez pierwszego serbskiego biskupa prawosławnego w Stanach Zjednoczonych, Mardariusza (Uskokovicia) w 1931. Na terenie klasztoru funkcjonuje prawosławne seminarium duchowne św. Sawy. Przywilej stauropigii monaster uzyskał w 2011.
W monasterze pochowani zostali: 
- Piotr II Karadziordziewić, ostatni król Jugosławii (był to jedyny pochówek władcy kraju europejskiego na terenie Stanów Zjednoczonych[3]); w styczniu 2013 szczątki monarchy przeniesiono do Serbii,
- biskup Mikołaj (Velimirović), kanonizowany jako św. Mikołaj Serbski (szczątki przeniesiono w 1991 do Lelicia[4]),
- biskup Mardariusz (Uskoković)[1].

Ponadto na cmentarzu monasterskim znajdują się pomniki duchownych związanych z ruchem czetnickim i jego przywódcy Dragoljuba Mihailovicia.